# NGC 3388
NGC 3388 (ook: NGC 3425) is een lensvormig sterrenstelsel in het sterrenbeeld Leeuw. Het hemelobject werd op 17 april 1784 ontdekt door de Duits-Britse astronoom William Herschel. Het werd in 1880 herontdekt en verder onderzocht door de Britse amateur astronoom Andrew Ainslie Common.

## Synoniemen
- UGC 5967
- MCG 2-28-21
- ZWG 66.44
- PGC 32555